# Le Genou de Claire
Le Genou de Claire és una pel·lícula francesa dirigida per Éric Rohmer, estrenada el 1970, inclosa en el cicle de "Sis contes morals" (Six contes moraux).

## Argument
A punt de casar-se, en Jérôme se'n va de vacances a prop del llac Annecy per vendre una propietat familiar. Allí hi retrobarà l'Aurora, una amiga escriptora que hi està estiuejant. Aquesta s'allotja a casa de Madame Walter, una dona vídua que viu amb la seva filla adolescent Laura, qui ben aviat se sent atreta per en Jérôme. L'arribada de Claire, filla del primer matrimoni de la Sra. Walter, amb el seu company Gilles pertorbarà en Jérôme, qui se sentirà fascinat pel genoll de la noia.

## Repartiment
- Jean-Claude Brialy: Jérôme
- Aurora Cornu: Aurora
- Béatrice Romand: Laura
- Laurence de Monaghan: Claire
- Michèle Montel: Madame Walter
- Gérard Falconetti: Gilles
- Fabrice Luchini: Vincent
- Sandro Franchina: l'italià del ball

## Al voltant de la pel·lícula
El projecte de Le Genou de Claire prové d'una versió literària publicada el 1951 a Les Cahiers du Cinema amb el títol La Roseraie, escrita amb col·laboració amb Paul Gégauff. La fotografia del film va estar a càrrec de Néstor Almendros qui va explicar en el seu llibre autobiogràfic Un homme à la caméra com tot i la bellesa dels paisatges al voltant del llac d'Annecy, on es desenvolupa la pel·lícula Rohmer volia evitar l'abundància d'imatges semblants a postals i d'aquesta forma va deixar en segon pla els paisatges per primar els personatges. Va voler que la imatge tingués un estil Gauguin, sense perspectives, colors purs i uniformes, adequant-hi també el vestuari. El rodatge es va fer cronològicament, fet que va permetre als intèrprets agafar el ritme dels seus personatges en el temps.

### Sis contes morals
Després del fracàs comercial que va suposar Le Signe du Lion, el realitzador es va plantejar realitzar un cicle de films per poder seguir rodant amb llibertat i buscant una continuïtat en la producció. L'esquema bàsic argumental en aquesta sèrie té un patró comú: narrador compromès amb una dona, aquest troba o se sent atret per una altra dona i torna finalment amb la primera. L'origen dels Contes morals el trobem en una sèrie de relats que Éric Rohmer va escriure a finals dels anys quaranta i que donaran lloc al cicle compost per dos curts inicials i quatre llargmetratges que es rodaran entre els anys 1962 i 1972. Le Genou de Claire va ser el cinquè film de la sèrie, que es va tancar amb L'Amour, l'après-midi.